# Pozuelo de Aragón
Pozuelo de Aragón és un municipi de la província de Saragossa situat a la comarca del Camp de Borja.